# Toxicodendron radicans
La hiedra venenosa (Toxicodendron radicans) es una especie de planta de la familia de las anacardiáceas. No es realmente una verdadera hiedra o Hedera. Es más bien un tipo de trepadora, muy famosa por su capacidad de producir un irritante para la piel llamado urushiol, causante de dermatitis, inflamación y comezón. En casos extremos, se aplican corticoesteroides para tratar las molestias.

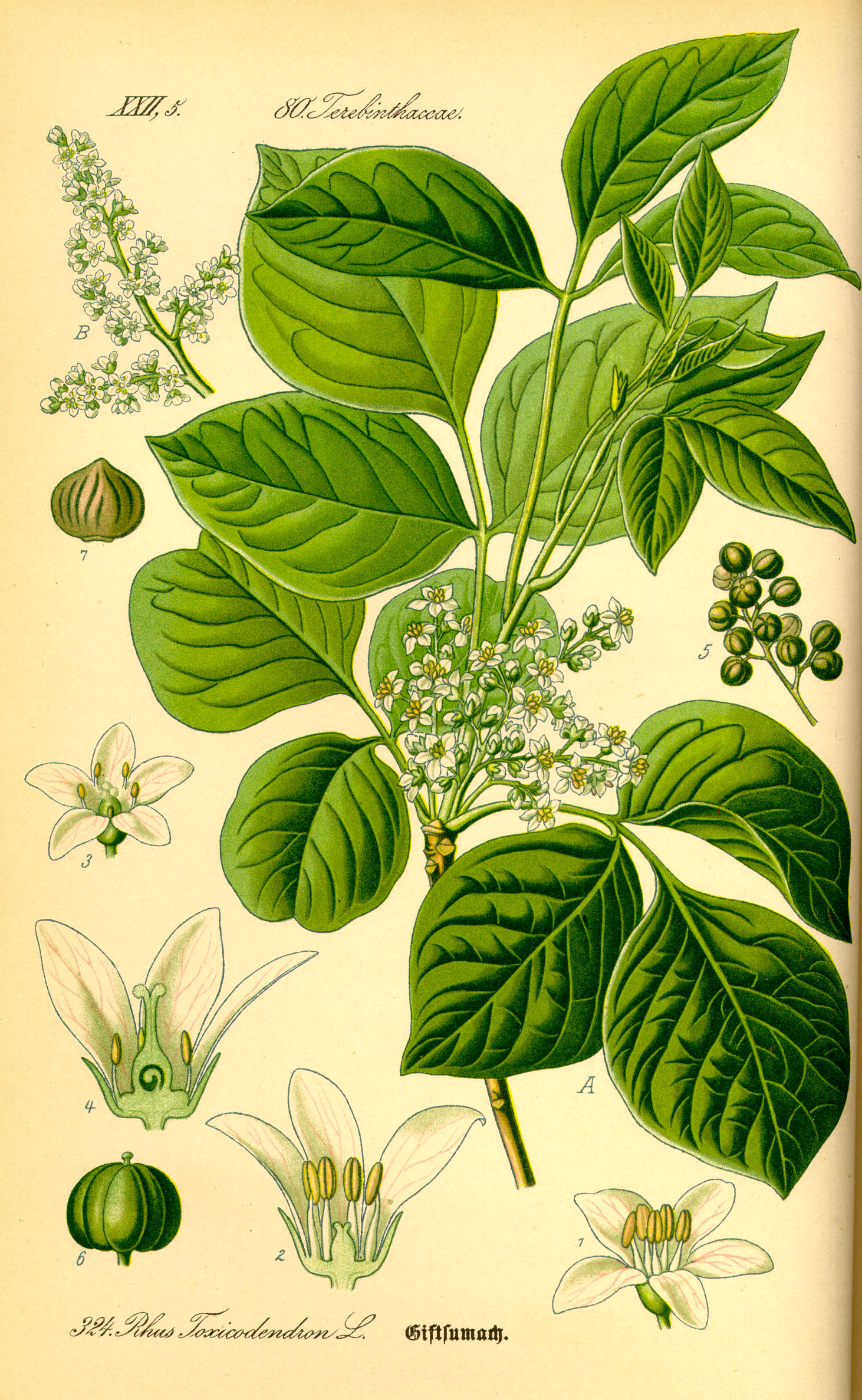
Ilustración

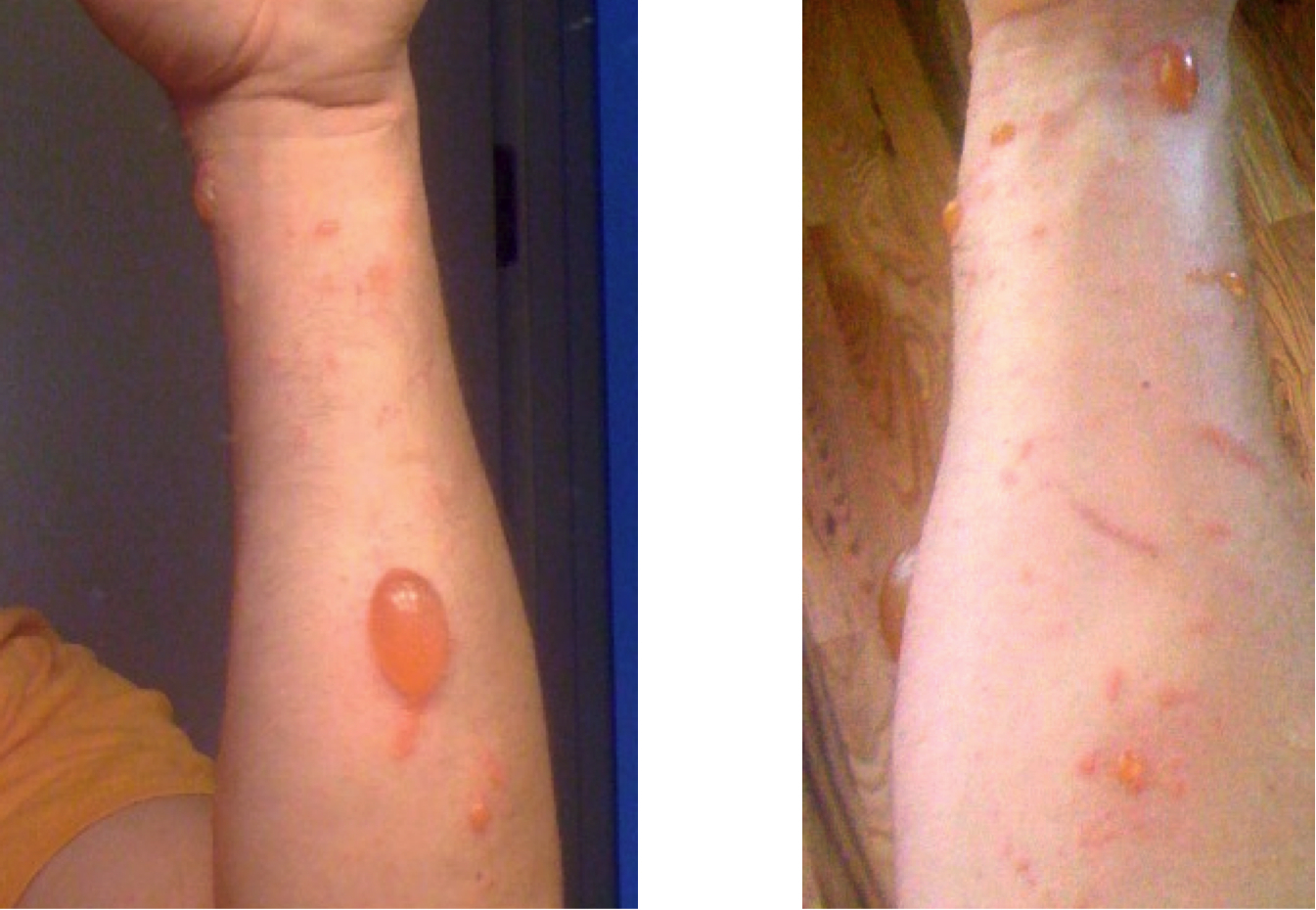
Efectos del contacto

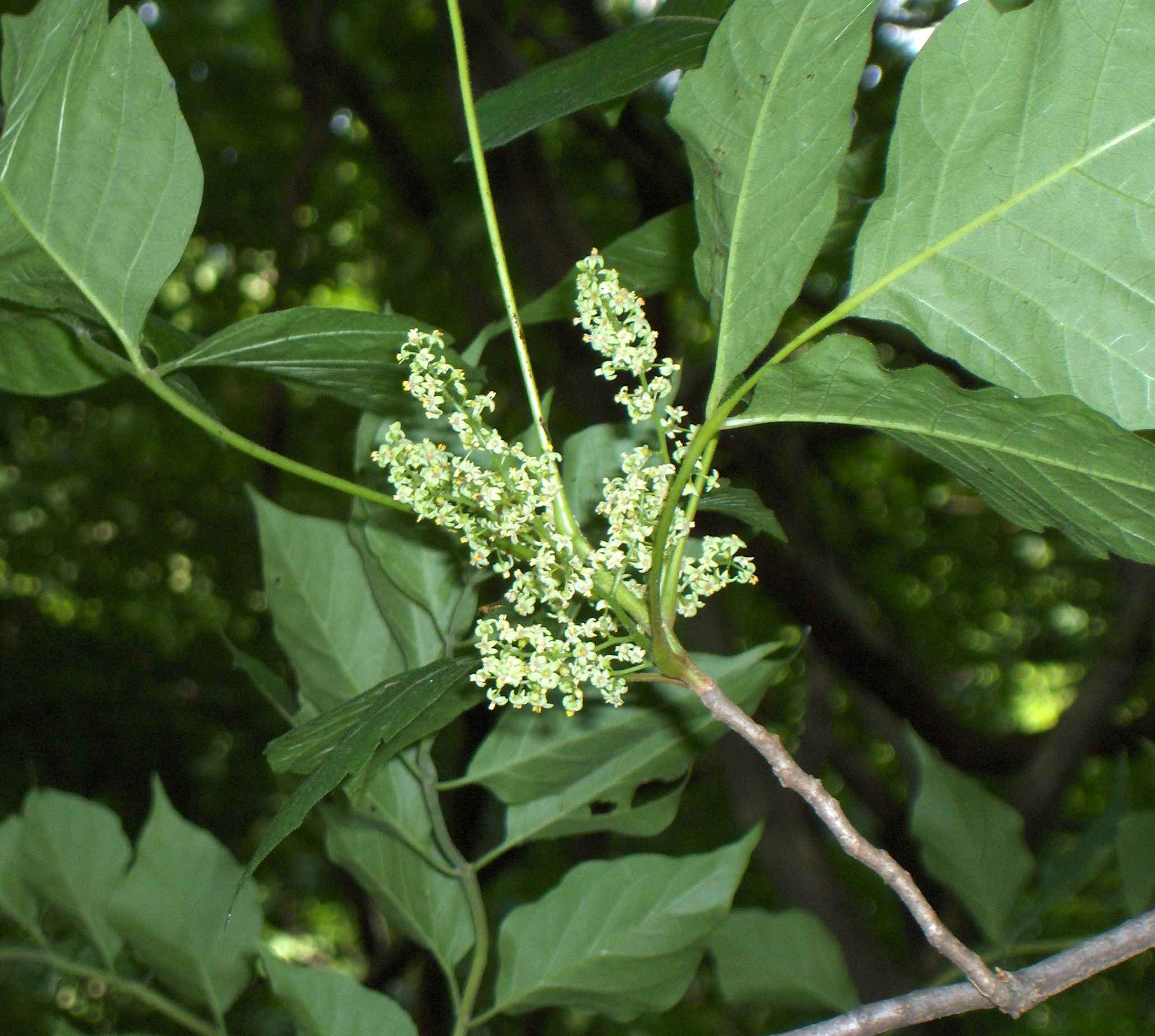
Inflorescencia

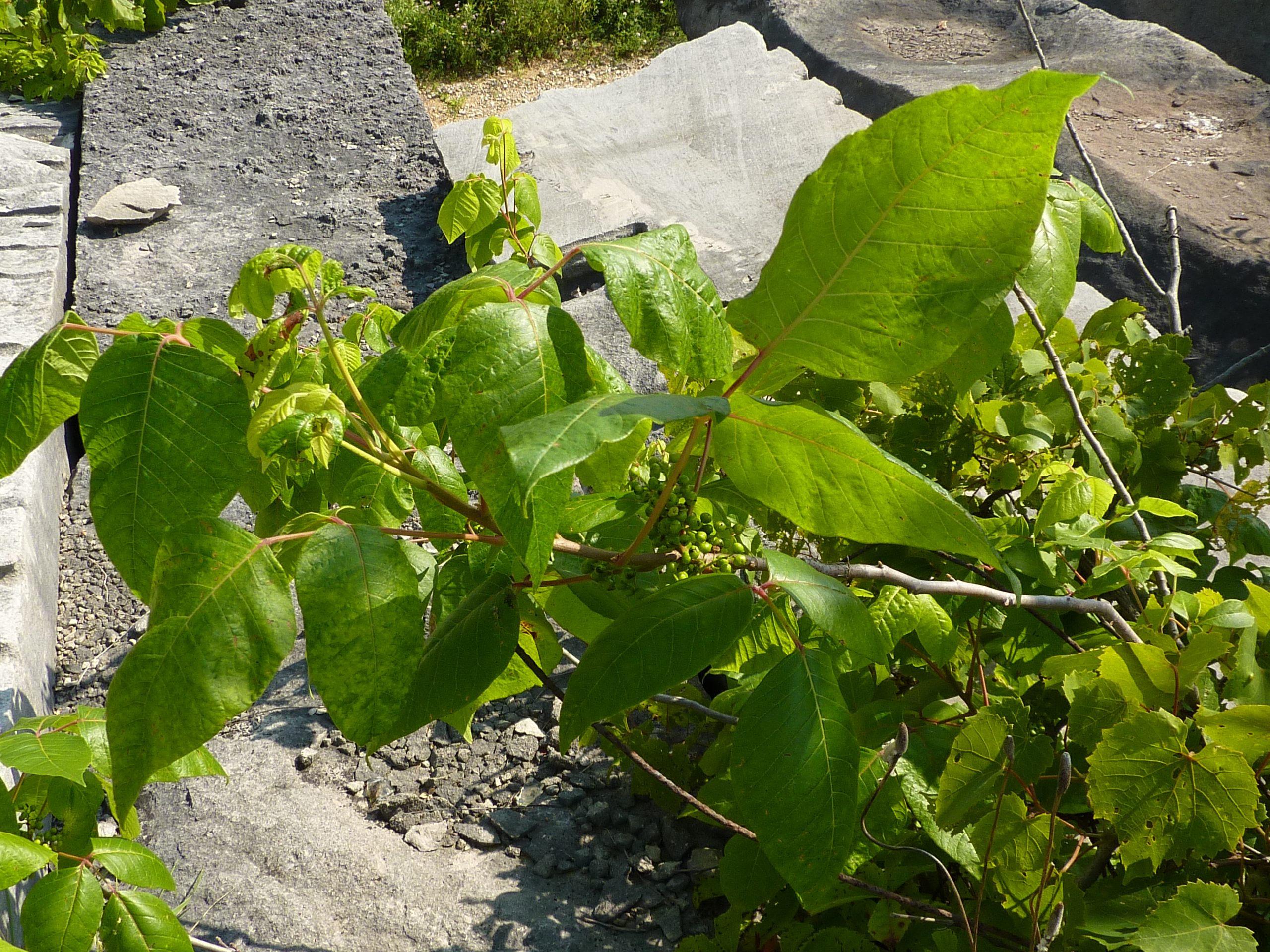
En su hábitat

## Hábitat
La hiedra venenosa crece especialmente en Norteamérica. Se desarrolla como un arbusto de unos 1,2 metros de alto, enredándose en cualquier soporte. Es aparentemente más común ahora, que anteriormente cuando la describieron por primera vez, hallándose en la actualidad en colonias que han sido superadas por las fronteras con las zonas pobladas. Raramente crecen en altitudes sobre los 1500 m.

## Efectos en el cuerpo
La reacción causada por la hiedra venenosa (dermatitis inducida por contacto con urushiol) es alérgica. Por esta razón algunos individuos parecen no reaccionar al veneno. Sin embargo, la sensibilidad puede desarrollarse con el tiempo. Aquellos que son afectados por él, pueden sufrir erupciones cutáneas irritantes. Si la hiedra es quemada y el humo inhalado, puede irritar los pulmones, causando dolor extremo y posible dificultad para respirar, en ocasiones fatal. En el caso de ingestión, irrita el tracto digestivo y las vías respiratorias, también de manera posiblemente fatal. El aceite de urushiol puede permanecer activo dentro de la planta, aún muerta, por más de 5 años, manteniendo su concentración y potencia.

## Apariencia característica
Las hojas están compuestas por tres elementos en forma de almendra. Los frutos (drupas) son de color grisáceo, siendo el alimento favorito de algunas aves en invierno. Las hojas van de un color verde claro (jóvenes) a un verde oscuro (hojas maduras), cambiando a un rojo cuando están por caer. Tienen de 3 a 12 cm de largo, —raramente llegando a los 30 cm— y detallan un borde levemente dentado con superficie suave. Comparadas con las hojas de la frambuesa y de la mora, difieren porque éstas tienen los bordes dentados y la superficie un tanto áspera, y tienen espinas.

## Dermatitis de contacto
Todas las partes de ésta planta contienen urushiol, causante de dermatitis severa en las personas sensibles. El riesgo de exposición se puede reducir al aprender a reconocer y evitar esta especie, usar ropa que cubra los brazos y piernas, y posteriormente lavar las prendas que hayan entrado en contacto con la misma.

## Taxonomía
Toxicodendron radicans fue descrito por (L.) Kuntze y publicado en Revisio Generum Plantarum 1: 153. 1891.
Etimología
Toxicodendron: nombre genérico que deriva de las palabras griegas: τοξικός (toxikos), que significa "veneno", y δένδρον (dendron), que significa "árbol".
radicans: epíteto latín que significa "tallos con raíces".
Sinonimia
- Toxicodendron goniocarpum Greene [1903]
- Toxicodendron glabrum Mill. [1768]
- Toxicodendron blodgetii (Kearney) Greene [1903]
- Rhus littoralis Mearns [1896]
- Rhus floridana Mearns [1896]
- Rhus blodgetii Kearney [1894]
- Toxicodendron vulgare Moench [1794]
- Rhus radicans L. [1753]
- Rhus humilis Salisb. [1796]
- Philostemon radicans (L.) Raf. [1817]
- Rhus toxicodendron[4]